# Голубев, Виктор Фёдорович
Виктор Фёдорович Голубев (1842, Нижний Новгород — 24 февраля 1903, Рим) — русский инженер, промышленник, благотворитель, коллекционер. Действительный статский советник (1889).

## Биография
Родился в Нижнем Новгороде в 1842 году. Его брат Александр (1832—1866), российский геодезист и географ. В память о брате В. Ф. Голубев внёс значительную сумму на строительство здания музея ЗСОИГО по проекту архитектора И. Г. Хворинова, и в дальнейшем поддерживал музей. В память обоих братьев — путешественнике и благотворителе — зал заседаний назвали «Голубевским». По просьбе сибиряков В. Ф. Голубев передал для его оформления портреты свой и брата, в настоящее время портреты хранятся в собрании Музея имени М. А. Врубеля.
Окончил Институт инженеров путей сообщения; его имя было занесено на мраморную доску. В службу вступил 14 июня 1862 года. Участвовал в строительстве Московско-Курской, Орловско-Витебской, Балтийской, Уральской Горнозаводской железных дорог.
Совместно с П. И. Губониным в 1873 году стал учредителем «Акционерного общества Брянского рельсопрокатного, железоделательного и механического завода для добывания металлов и минералов, для выплавки чугуна, выделки железа и стали и приготовления из них изделий на продажу» — ныне Брянский машиностроительный завод. Директор акционерного общества «Брянские рельсопрокатные заводы»; председатель правления акционерного общества — В. Н. Тенишев.
Также им совместно с П. И. Губониным в 1887 году в Екатеринославской губернии основан Александровский (Южно-Российский) металлургический завод Брянского акционерного общества — ныне Днепропетровский металлургический завод им. Г. И. Петровского.
Принимал участие в деятельности государственных учреждений и обществ:
- Общество для содействия русской промышленности и торговли.
- Императорское русское географическое общество.
- Совещательная контора железозаводчиков. Председатель.
- Представитель горнозаводской промышленности в Министерстве земледелия.
- Общество для пособий нуждающимся литераторам и учёным (Литературный фонд).

Перестройкой интерьеров дома В. Ф. Голубева на Васильевском острове занимался архитектор Л. Н. Бенуа.
Умер в Риме 24 февраля (9 марта) 1903 года.
По его завещанию возведена церковь Покрова Пресвятой Богородицы в Пархомовке (архитектор В. А. Покровский, помощник архитектора П. Д. Благовещенский; художники: Н. К. Рерих, В. Т. Перминов; мозаичные работы частной мастерской В. А. Фролова).

## Награды
- Орден Святого Станислава 2-й степени (1870).
- Орден Святой Анны 2-й степени (1874).
- Орден Святого Владимира 4-й степени (1886).
- Орден Святого Владимира 3-й степени (1892).
- Орден Святого Станислава 1-й степени (1895).

## Семья
Супруга — Анна Петровна, урождённая Лосева (?—1930). Их сыновья:
- Лев (1876—1942), председатель попечительного совета приютов принца Ольденбургского, камергер.
- Виктор (1878—1945), востоковед, коллекционер.